# Andrzej Kryński (szermierz)
Andrzej Kryński (ur. 16 lipca 1931 w Piastowie, zm. 16 września 2011) – polski szermierz, olimpijczyk z Rzymu 1960.

## Życiorys
Specjalizował się we szpadzie. Reprezentant klubu Legia Warszawa.
Wielokrotny medalista mistrzostw Polski :
- złoty
  - indywidualnie w roku 1960
  - drużynowo w latach 1953, 1955, 1957, 1960-1962, 1965-1966
- srebrny
  - drużynowo w latach 1956, 1958-1959

Na igrzyskach olimpijskich w 1960 roku wystąpił w turnieju drużynowym szpadzistów, w którym Polacy odpadli w ćwierćfinale.